# Castillo de Balboa
El castillo de Balboa es un castillo de origen medieval situado sobre una colina frente a la localidad española de Balboa, en la comarca del Bierzo, provincia de León, comunidad autónoma de Castilla y León. 

## Historia

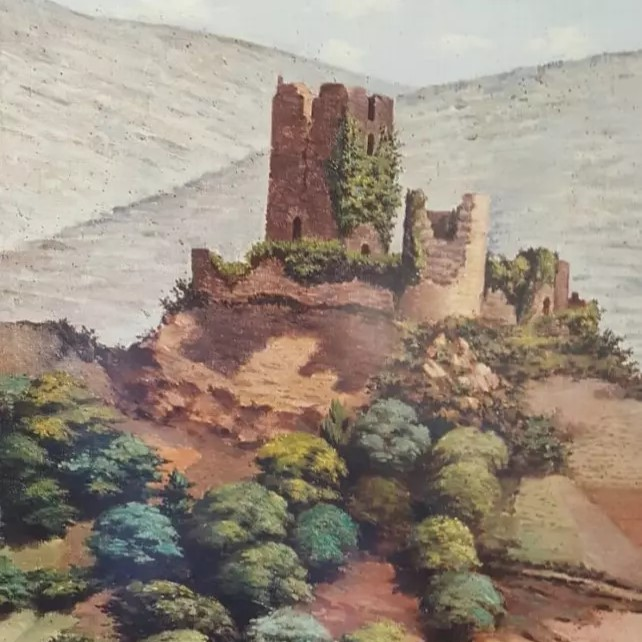
Castillo de Balboa, pintura del 1860

El castillo de Balboa, una fortaleza con una historia que se remonta al siglo XIII, ha sido testigo de diversos acontecimientos a lo largo de los siglos, consolidándose como un hito importante en la organización territorial y un centro de poder para sus propietarios, el linaje Valcarce-Balboa.
La primera referencia documental de esta fortificación se remonta a 1260. Durante el siglo XV, el Castillo de Balboa sufrió los embates de la Revuelta Irmandiña, resultando en su demolición junto a las fortalezas de Sarracín y Corullón.
Tras este periodo tumultuoso, el Conde de Lemos, Pedro Álvarez Osorio, asumió la responsabilidad de la reconstrucción del castillo. Se presume que esta labor no implicó la edificación desde cero, sino que se llevó a cabo sobre algunos restos del edificio original. La reconstrucción llevada a cabo por el Conde de Lemos permitió que el Castillo de Balboa recobrara su esplendor.
A la muerte del Conde de Lemos, el Castillo de Balboa pasó a formar parte del patrimonio del Marquesado de Villafranca. Sin embargo, con la supresión de los señoríos jurisdiccionales por parte de las Cortes de Cádiz en el siglo XIX, el destino del castillo cambió drásticamente, pasando por diversas manos privadas a lo largo de los años.

## Restauración
En 2006, el Castillo de Balboa encontró un propietario permanente al ser transferido al Ayuntamiento de Balboa. Este traspaso marcó un hito significativo en la preservación del castillo, que se encontraba en estado de ruina. En 2021 se iniciaron las obras de restauración que permitieron evitar el colapso de la Torre del Homenaje.